# Lista de deputados estaduais de Alagoas da 9.ª legislatura
Essa é uma lista de deputados estaduais de Alagoas eleitos para o período 1979-1983. Foram 21 eleitos

## Composição das bancadas
| Partido | Líder             | Bancada | Posição  |
| ------- | ----------------- | ------- | -------- |
| ARENA   | Tarcísio de Jesus | 14 / 21 | Governo  |
| MDB     | Renan Calheiros   | 7 / 21  | Oposição |

## Deputados Estaduais
| Número | Deputados estaduais eleitos      | Partido | Votação | Percentual | Cidade onde nasceu  | Unidade federativa |
| 11129  | João Rodrigues Sampaio Filho     | ARENA   | 15.663  | 7,60%      | Maceió              | Alagoas            |
| 11954  | José de Medeiros Tavares         | ARENA   | 14.635  | 7,10%      | Junqueiro           | Alagoas            |
| 11261  | Tarcísio de Jesus                | ARENA   | 13.747  | 6,67%      | Maceió              | Alagoas            |
| 11569  | Nelson Costa                     | ARENA   | 13.136  | 6,37%      | Piaçabuçu           | Alagoas            |
| 11561  | José Bandeira de Medeiros        | ARENA   | 12.326  | 5,98%      | Delmiro Gouveia     | Alagoas            |
| 15803  | Agripino Alexandre dos Santos    | MDB     | 11.884  | 5,76%      | Maceió              | Alagoas            |
| 15351  | Manoel Afonso                    | MDB     | 11.881  | 5,76%      | Maceió              | Alagoas            |
| 15882  | Alcides Falcão                   | MDB     | 11.834  | 5,74%      | Ouricuri            | Pernambuco         |
| 11714  | Elísio Sávio Dos Anjos Maia      | ARENA   | 10.773  | 5,22%      | Pão de Açúcar       | Alagoas            |
| 11701  | Hélio Nogueira Lopes             | ARENA   | 9.893   | 4,80%      | Penedo              | Alagoas            |
| 11842  | Emílio Silva                     | ARENA   | 9.874   | 4,79%      | Palmeira dos Índios | Alagoas            |
| 15438  | Francisco José Galindo Pimentel  | MDB     | 9.525   | 4,62%      | Marechal Deodoro    | Alagoas            |
| 15824  | José Renan Vasconcelos Calheiros | MDB     | 9.503   | 4,61%      | Murici              | Alagoas            |
| 15409  | Afrânio Vergetti                 | MDB     | 8.787   | 4,26%      | União dos Palmares  | Alagoas            |
| 11719  | Edson Tenório de Almeida Lins    | ARENA   | 8.155   | 3,95%      | São José da Tapera  | Alagoas            |
| 11640  | Alexandre Milito Filho           | ARENA   | 8.012   | 3,88%      | Campo Alegre        | Alagoas            |
| 15424  | Alcides dos Santos Andrade       | MDB     | 7.755   | 3,76%      | Penedo              | Alagoas            |
| 11184  | Walter Pitombo Laranjeiras       | ARENA   | 7.680   | 3,72%      | Neópolis            | Sergipe            |
| 11787  | Osvaldo Gomes de Barros          | ARENA   | 7.609   | 3,69%      | Passo de Camaragibe | Alagoas            |
| 11644  | José Duarte Marques              | ARENA   | 7.540   | 3,65%      | Coruripe            | Alagoas            |
| 11800  | Roberto Vilas Torres             | ARENA   | 7.458   | 3,61%      | Maceió              | Alagoas            |